# أندرياس يوهانسون (لاعب هوكي الجليد)
أندرياس يوهانسون (بالسويدية: Andreas Johansson)‏ هو لاعب هوكي الجليد سويدي، ولد في 19 مايو 1973 في هوفوش في السويد.

## وصلات خارجية
- أندرياس يوهانسون على موقع دوري الهوكي الوطني (الإنجليزية)
- أندرياس يوهانسون على موقع قاعة مشاهير الهوكي (لاعب أن.إتش.أل) (الإنجليزية)
- أندرياس يوهانسون على موقع EliteProspects.com (الإنجليزية)
- أندرياس يوهانسون على موقع Eurohockey.com (الإنجليزية)
- أندرياس يوهانسون على موقع HockeyDB.com (الإنجليزية)
- أندرياس يوهانسون على موقع Hockey-Reference.com (الإنجليزية)
- أندرياس يوهانسون على موقع أوليمبيديا (الإنجليزية)
- أندرياس يوهانسون على موقع اللجنة الأولمبية السويدية (السويدية)